# Symphylistis leptocyma
Symphylistis leptocyma là một loài bướm đêm trong họ Geometridae.